# Шилдс, Эшли
Эшли Шилдс (англ. Ashley Shields; род. 15 июня 1985 года, Мемфис, Теннесси) — американская профессиональная баскетболистка, выступала в женской национальной баскетбольной ассоциации. Она была выбрана на драфте ВНБА 2007 года в первом раунде под общим восьмым номером командой «Хьюстон Кометс». Играла в амплуа атакующего защитника.

## Ранние годы
Эшли Шилдс родилась 15 июня 1985 года в городе Мемфис (штат Теннесси), училась там же в средней школе Мелроз, в которой выступала за местную баскетбольную команду.